# Prunet (Haute-Garonne)
Prunet is een gemeente in het Franse departement Haute-Garonne (regio Occitanie) en telt 134 inwoners (1999). De plaats maakt deel uit van het arrondissement Toulouse.

## Geografie
De oppervlakte van Prunet bedraagt 4,6 km², de bevolkingsdichtheid is 29,1 inwoners per km².

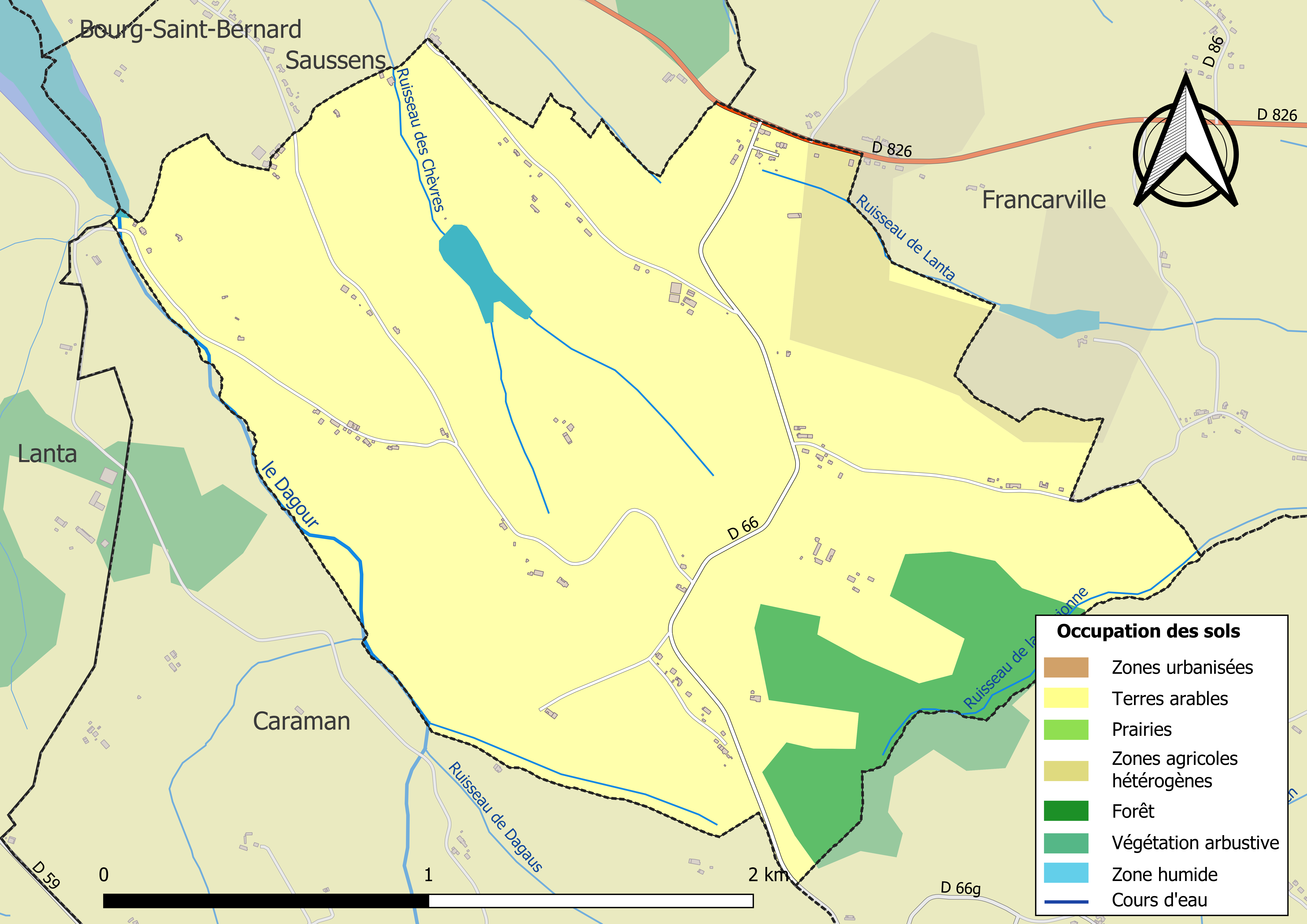
Kaart van de gemeente met de belangrijkste infrastructuur, bodemgebruik en omliggende gemeenten

## Demografie
Onderstaande figuur toont het verloop van het inwonertal (bron: INSEE-tellingen).